# 1994 en Ontario
Chronologie de l'Ontario
- 1990
- 1991
- 1992
- 1993
- 1994
- 1995
- 1996
- 1997
- 1998

Cette page concerne des événements d'actualité qui se sont produits durant l'année 1994 dans la province canadienne de l'Ontario.

## Politique

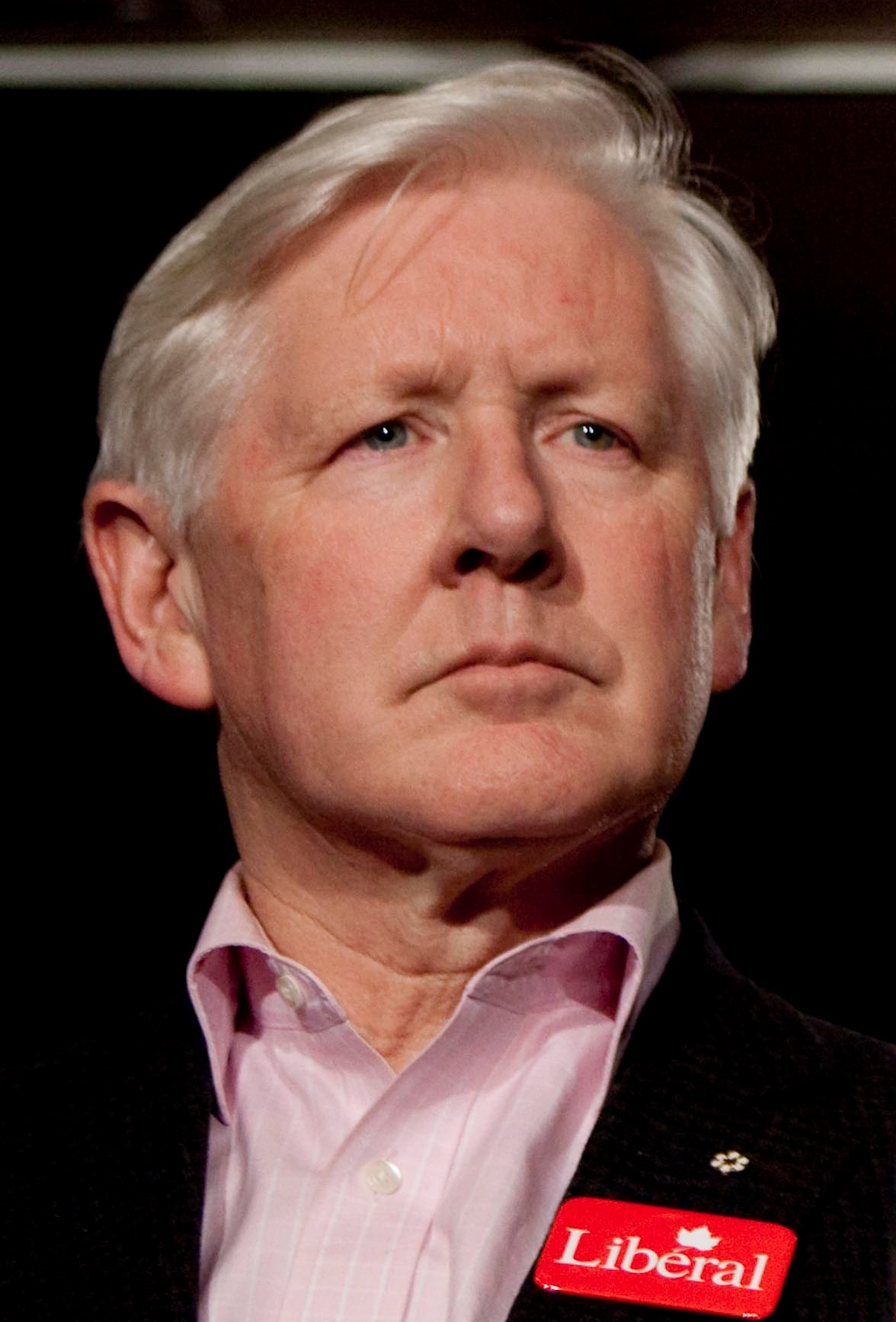
Bob Rae.

- Premier ministre : Bob Rae du parti néo-démocrate de l'Ontario
- Chef de l'Opposition :
- Lieutenant-gouverneur : Hal Jackman (en)
- Législature :

## Décès
- Gordon Sparling, réalisateur, scénariste, monteur et producteur (° 13 août 1900).
- 3 août : Wally Downer (en), député provincial de Dufferin—Simcoe (1937-1975) et président de l'Assemblée législative de l'Ontario (1955-1960) (° 1er mai 1904).
- 20 décembre : John Wintermeyer (en), chef du Parti libéral de l'Ontario (° 4 décembre 1916).